# Giuliana Bordoni
Giuliana Bordoni (auch Giuliana Bordoni Brengola, * 1920 in Bologna; † 1999) war eine italienische Pianistin und Musikpädagogin.

## Leben und Werk
Giuliana Bordoni erlernte ab ihrem dritten Lebensjahr das Klavierspiel. Später studierte sie am Konservatorium in Bologna unter anderem bei Francesco Martinotti. Sie schloss schließlich ihr Studium an der Accademia di Santa Cecilia in Rom mit bester Benotung und Auszeichnung ab. Bei einem Sommerkurs an der Accademia Musicale Chigiana wurde sie Schülerin von Alfredo Casella, bei dem sie dann von 1939 bis 1941 Spezialisierungskurse an der Accademia di Santa Cecilia in Rom besuchte.
1938 lernte sie in Siena den Violinisten Riccardo Brengola kennen. Beide heirateten 1941. Die Beziehung zur Accademia Chigiana prägte sowohl ihr Musiker- als auch ihr Privatleben. 1941 gründete sie mit ihrem Mann ein Kammermusikduo. Zusammen traten sie auf zahlreichen Tourneen in Italien und in Spanien, Frankreich, Deutschland und der UdSSR auf. Sie spielten für die Rai die kompletten Mozart-Sonaten für Klavier und Violine ein. In den 1950er und 1960er Jahren gab sie zusammen mit den Violinisten Franco Gulli und Bronislaw Gimpel sowie mit dem Flötisten Severino Gazzelloni zahlreiche Konzerte. Sie gründete mit ihrem Mann Riccardo Brengola und dem Cellisten Benedetto Mazzacurati ein Kammermusiktrio.
Giuliana Bordoni wirkte viele Jahre intensiv und mit großer Leidenschaft für ihre Schüler als Klavierdozentin. Diese Karriere endete an der Accademia di Santa Cecilia in Rom.